# Josiel Alves de Oliveira
Josiel Alves de Oliveira, meglio noto come Jô (Cruzeiro do Sul, 19 settembre 1988), è un calciatore brasiliano, attaccante svincolato.